# 李小鹏 (体操运动员)
李小鵬（1981年7月27日—），原名李鵬，湖南长沙人，中國前男子體操運動員，曾获16项世界冠军，超越了另一中國體操運動員李寧，成為中國奪得最多世界冠軍的體操運動員。2008年，他獲得兩枚奧運體操金牌，累計四枚奧運金牌，一度成為中国获奥运金牌最多的男选手；2012年，被在倫敦奧運會自由體操比賽中獲得個人第五枚金牌的鄒凱所超越。
2019年，李小鵬入選國際體操名人堂。

## 生平

### 体育生涯
李小鹏本名李鹏，年紀輕輕時就已經開始正式接觸體操運動，6岁入讀湖南省長沙市體校學習體操，展開了他的體操生涯。12岁那年入選省隊。15岁时，他已经成為國家隊的成員之一。
1997年參演春节联欢晚会的小品节目，因為与時任国务院总理李鹏同名，考虑观感而在春晚之前改名为李小鹏。
李小鵬入選國家隊後幾年內，先奪得了世界體操錦標賽男子雙杠、團體冠軍、自由體操季軍，世界盃雙杠、自由體操冠軍，全國體操錦標賽跳馬、自由體操冠軍、雙杠季軍，全國冠軍賽自由體操、雙杠冠軍，1998年第13屆亞運會體操比賽男團、雙杠金牌、跳馬銅牌，都證明了李小鵬的實力。
1999年，他獲得國際體操賽自由體操冠軍、單杠季軍，全國體操錦標賽雙杠、跳馬冠軍，全國冠軍賽跳馬亞軍、單杠亞軍、自由體操冠軍、雙杠冠軍，世界錦標賽男團賽事、跳馬冠軍。2000年，李小鵬奪得男子雙杠及男團金牌。
在2003年，李小鵬在美國的世界錦標賽奪得三個冠軍（男子團體、雙槓和跳馬）。同年3月，李小鵬當選為十屆全國人大代表、主席團成員，成為2984名十屆全國人大代表中，年齡最小的代表。
2005年，李小鵬在十運會的跳馬、双杠項目上贏得了金牌，又於世錦賽中的雙杠賽事中獲得亞軍。
之後，李小鵬因腳傷惡化而接受手術。2006年復出，並於世界杯總決賽奪得男子雙杠冠軍，這亦是他第十四個世界冠軍。他和李宁共保持奪得體操世界冠次數最多的中國體操運動員的紀錄。
但正當重登世界舞台之際，李小鵬在2007年3月再度受傷，須接受手術。自此，他練習更為小心，為免受傷，他在2007年並沒有參加任何體操比賽。
不過，他沒有放棄，積極訓練，不斷提升雙杠動作的難度，在單杠、自由體操等都有突破。2008年4月，李小鵬正式復出。在科特布斯體操世界杯上，他的精彩表現奪得了雙杠金牌和單杠銀牌，充分表示他頑強的競爭力。
在2008年北京奥运会上，李小鹏获得男子团体与双杠两枚金牌，超越李宁，成为中国获得世界冠军最多的体操选手。
2009年，李小鵬代表的湖南男子體操隊未能進入全運會體操決賽，李小鵬亦未能再戰賽場。當年底李小鵬正式遞交退役申請，隨後赴美深造學習。

### 退役后
李小鹏首次涉足娱乐圈是在1997年2月6日直播的1997年中国中央电视台春节联欢晚会上，当时从未参加过世界大赛的李小鹏就与陈佩斯、朱时茂、李宁、李大双、李小双、李敬、李春阳合作表演了滑稽小品《宇宙体操选拔赛》。李小鹏退役后，逐步进军娱乐圈。
2013年，李小鹏担任“非凡中国体育控股有限公司”董事长。2019年，李小鵬入選國際體操名人堂。

## 參與演出
- 2010年9月1日：退役晚会，擔任在湖南卫视《天天向上》嘉宾，參與者包括李宁、李大双、李小双、熊倪、黄旭、杨威、肖钦、陈一冰、邹凯
- 2012年7月30日：《鲁豫有约说出你的故事》
- 2013年4月6日：中国星跳跃 评委
- 2013年5月26日：《星月私房话》
- 2013年6月28日：央视《谢天谢地，你来了》主持人：崔永元
- 2013年10月25日：超级演说家 李小鹏《坚持才会获得精彩》
- 2013年12月27日：先锋人物
- 2014年4月24日：浙江卫视亲子节目《爸爸回来了》和女兒 奧莉
- 2014年10月17日：深圳卫视《极速前进中国版第一季》，和妻子李安琪
- 2014年10月18日：湖南衛視《快樂大本營》，和女兒奧莉、妻子李安琪
- 2016年4月8日至6月3日：江蘇衛視《非凡搭檔》1至9集（共12集）
- 2016年7月30日：浙江卫视《挑战者联盟》第二季第9集（該季共12集）
- 2018年1月18日：浙江卫视《你好！生活家》第一季第12集（該季共12集）
- 2019年11月15日：浙江卫视《追我吧》第2集（共3集）

## 成就

### 自創体操动作
李小鵬所創立的「踺子後手翻轉體180度接直體前空翻轉體900度」、「挂臂前擺屈體後空翻兩周成挂臂」被國際體操聯合會命名為「李小鵬跳」與「李小鵬掛」。

### 世界冠軍列表
- 1997年 第33届世界體操錦標賽：男子團體
- 1998年 世界盃（總決賽）：自由體操、雙槓
- 1999年 第34届世界體操錦標賽：男子團體、跳馬
- 2000年 奧運會：男子團體、雙槓
- 2002年 第36届世界體操錦標賽：跳馬、雙槓
- 2002年 世界盃（總決賽）：雙槓
- 2003年 第37届世界體操錦標賽：男子團體、跳馬、雙槓
- 2006年 世界盃（總決賽）：雙槓
- 2008年 北京奧運會：男子團體、雙槓

## 家庭
李小鵬太太李安琪為中國體操名門之後，在美國出生長大，其父是前體操世界冠軍李小平，他擅長鞍馬項目，被國際體壇譽為「神馬手」。李安琪的母親也是體操運動員。 
李小鵬於2003年認識李安琪，當時他即被李安琪的外貌與氣質深深吸引。2005年李小鵬去美國養傷，住在李安琪家裡，兩人的感情日益升溫。2010年6月3日，兩人在美國完婚，結束長達八年的愛情長跑。2012年1月12日，女兒李馨琪诞生。

## 外部連結
- 李小鹏的新浪微博
- 李安琪Angel的新浪微博
- Angel Li的Instagram帳戶
- 李小鹏(双杠)（页面存档备份，存于）